# Purificación (kommun)
Purificación är en kommun i Colombia.   Den ligger i departementet Tolima, i den centrala delen av landet, 120 km sydväst om huvudstaden Bogotá. Antalet invånare är 27 873.